# Rachel Yankey
Rachel Yankey és una davantera de futbol internacional per Anglaterra amb 129 internacionalitats. Entre 2001 i 2013 va jugar 2 Mundials i 3 Eurocopes, participant en el subcampionat europeu del 2009. A més va jugar els Jocs Olímpics de Londres amb Gran Bretanya.
Amb el Arsenal va guanyar la Lliga de Campions 2006/07.

## Trajectòria
| Temporades     | Club                | Títols                                                         | Selecció (fases finals)                                                                         |
| -------------- | ------------------- | -------------------------------------------------------------- | ----------------------------------------------------------------------------------------------- |
| 96/97 - 99/00  | Arsenal FC          | 1 Lliga, 2 Copes, 3 Copes de la Lliga                          |                                                                                                 |
| 2000           | Laval Dynamites     |                                                                |                                                                                                 |
| 00/01 - 03/04  | Fulham FC           | 1 Lliga, 2 Copes, 2 Copes de la Lliga                          | Eurocopa 2001 (1a fase)                                                                         |
| 04/05          | Birmingham City     |                                                                | Eurocopa 2005 (1a fase)                                                                         |
| 2005           | New Jersey Wildcats | 1 Lliga                                                        |                                                                                                 |
| 05/06 - 2015 0 | Arsenal FC 0        | 1 Lliga de Campions, 7 Lligues, 7 Copes, 4 Copes de la Lliga 0 | Mundial 2007 (quarts) Mundial 2011 (quarts) Jocs Olímpics 2012 (quarts) Eurocopa 2013 (1a fase) |
| 2016 - act.    | Notts County        |                                                                |                                                                                                 |